# Монеты Синдики

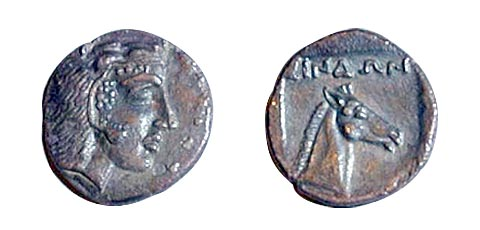
Государство Синдика, серебряная монета. Диобол. V в. до н.э. Одесский музей нумизматики

Синдские серебряные монеты — архаичные монеты государства синдов Синдика, выпускавшиеся в последней четверти V века до н. э.

## Находки монет
Единичные экземпляры синдских монет обнаруживались на Тамани (Гермонасса) или на берегу Таманского залива без точного указания места.
Последняя находка — серебряная синдская монета (с головой Геракла), найдена при раскопках Мирмекия в культурном слое пласта, который датируется последней четвертью V века до н. э., причём такая датировка соответствует общепринятой. Монета сейчас хранится в Эрмитаже.
Согласно выводам нумизматов, которые сравнивали монеты с пантикапейскими монетами последней четверти V века до н. э., все три серии синдских монет тоже относятся к последней четверти V века до н. э., захватывая, может быть, несколько первых лет следующего, IV столетия, так как имеет место полное сходство технических и стилистических приёмов их изготовления.
Две серебряные монеты Синдики (в хорошем состоянии) сейчас экспонируются в Одесском музее нумизматики.

## Общие сведения
Синдские серебряные монеты — одно из самых интересных явлений в античной нумизматике, а также в истории Северного Кавказа. Возможно, это первый случай, когда северо-кавказское государство выпустило в обращение собственные деньги.
В силу географического положения меотское племя синды имело возможность перенять у древних греков новейшие по тем временам традиции торговли и финансового дела, так как на их земле были основаны греческие колонии.
Уникальность этих монет ещё и в том, что чеканка производилась не от имени царя синдов, а от имени народа синдов, что вполне соответствовало тогдашнему духу племени — близкому к военной демократии.
Так как на монетах использовались греческие сюжеты, то понятно, что эти деньги были в первую очередь предназначены для расчётов с греками. Действительно, пока не было случая находки синдской монеты на территории самой Синдики, а находки монет (в частности в Мирмекии) доказывают, что монеты имели успешное хождение на рынке других (внешних) независимых городов Боспорского государства.
На сегодняшний день установлено, что имело место только три серии выпуска синдских серебряных монет:
1. Одна сторона: голова Геракла вправо; другая сторона: голова коня и надпись ΣΙΝΔΩΝ в углублённом квадрате.
2. Одна сторона: грифон, сидящий вправо, перед ним зерно; другая сторона: голова коня вправо и надпись ΣΙΝΔΩΝ в углублённом квадрате.
3. Одна сторона: коленопреклонённый Геракл с луком; другая сторона: сова впрямь и над ней надпись ΣΙΝΔΩΝ в углубленном квадрате.

Вес монеты — 0,81 г. Диаметр — около 1,27 см. (первоначальный номинал не установлен из плохой сохранности, так как края были потёрты от длительного использования).
Предположительно стоимость монеты — нижняя норма диобол эгинской облегчённой системы.
В соседней Фанагории первая самостоятельная чеканка появляется чуть позже.
Присоединение Синдики к Боспорскому государству относят к 80-м годам IV века до н. э., а выпуск всех серий синдских монет, как указано выше, произошёл раньше этой даты.